# Geranium procurrens
Geranium procurrens är en näveväxtart som beskrevs av Peter Frederick Yeo. Geranium procurrens ingår i släktet nävor, och familjen näveväxter. Inga underarter finns listade i Catalogue of Life.